# Мартинівка (Дубенський район)
Марти́нівка (до 1940-х років — Марцеліна) — село в Україні, у Смизькій селищній громаді Дубенського району Рівненської області. Населення становить 380 осіб.

## Історія
У 1906 році село Марцеліна Судобицької волості Дубенського повіту Волинської губернії. Відстань від повітового міста 24 верст, від волості 9. Дворів 22, мешканців 160.
7 (20) листопада 1917 року, відповідно до Третього Універсалу Української Центральної Ради, увійшло до складу Української Народної Республіки.
У селі народилася зв'язкові УПА Метелюк (Стець) Валентина, Кузьмич Віра та вояк УПА Стець Василь (псевдо «Шпак»).
З 2016 року входить до складу Смизької селищної громади.
12 червня 2020 року, відповідно до розпорядження Кабінету Міністрів України № 722-р від «Про визначення адміністративних центрів та затвердження територій територіальних громад Рівненської області», увійшло до складу Смизької селищної громади.
19 липня 2020 року, в результаті адміністративно-територіальної реформи та ліквідації Дубенського (1939—2020) району, село увійшло до складу новоутвореного Дубенського району.